# Villarbasse
Villarbasse (piemonti nyelven Villarbasse,  egy 3 167 lakosú település Olaszországban, Torino megyében. A Villarbasseval határos települések: Rosta, Rivoli, Bruino, Reano, Rivalta di Torino, Sangano.

## Testvérvárosok
- Chignin, Franciaország